# Cratichneumon paratus
Cratichneumon paratus là một loài tò vò trong họ Ichneumonidae.